# Felipe del Palatinado
Felipe, conde Palatino del Rin, apodado el Justo o el Noble (alemán: Philipp der Aufrichtige; Heidelberg, 14 de julio de 1448 - Germersheim, 28 de febrero de 1508), fue conde de Palatino del Rin de la casa de Wittelsbach entre 1476 y 1508 y príncipe elector del palatinado de 1448 a 1508.

## Biografía
Era el único hijo del conde Luis IV del Palatinado y su esposa Margarita de Saboya. Al no tener descendencia, emprendieron en 1447 una peregrinación a la tumba de San Felipe de Zell en Zell (Zeller) al oeste de Worms. Cuando en 1448 nació el tan esperado sucesor al trono, ella le puso en honor del santo el nombre de Felipe. A causa del nacimiento del Príncipe, San Felipe de Zell llegó a ser en la región el patrón de la bendición de los niños que se deseaban y no lograban ser concebidos.
A la edad de un año Felipe quedó huérfano y se le puso bajo la tutela de su tío Federico, quien más tarde lo adoptó. 
El 17 de abril de 1474, Felipe se casó en Amberg con Margarita de Baviera-Landshut, hija de Luis IX, duque de Baviera, y en virtud del matrimonio recibió el Alto Palatinado. Al morir su padre adoptivo en 1476, se convirtió en Elector. En 1499 heredó las posesiones de las ramas del Palatinado-Mosbach y Palatinado-Neumarkt. Felipe perdió la Guerra de Sucesión de Landshut en 1504 contra el duque Alberto IV de Baviera. 
En 1481 Felipe invitó a Johann von Dalberg a la Universidad de Heidelberg.

## Matrimonio y descendencia
Felipe se casó el 21 de febrero de 1474 con Margarita de Baviera-Landshut (7 de noviembre de 1456 - 25 de febrero de 1501). Tuvieron los siguientes hijos: 
- Luis (2 de julio de 1478 - 16 de marzo de 1544)
- Felipe (5 de julio de 1480 - 5 de enero de 1541), obispo de Frisinga (1498-1541) y Naumburgo (1517-1541)
- Ruperto (14 de mayo de 1481 - 20 de agosto de 1504), obispo de Frisinga (1495-1498), padre de Otón Enrique del Palatinado
- Federico (9 de diciembre de 1482 - 26 de febrero de 1556)
- Isabel (16 de noviembre de 1483 - 24 de junio de 1522), se casó en 1498 con el landgrave Guillermo III de Hesse-Marburgo y en 1503 con el margrave Felipe I de Baden
- Jorge (10 de febrero de 1486 - 27 de septiembre de 1529), obispo de Espira (1515-1529)
- Enrique del Palatinado (15 de febrero de 1487 - 3 de enero de 1552), obispo de Utrecht (1523-1529), Frisinga (1541-1552) y Worms (1523-1552)
- Juan III (7 de mayo de 1488 - 3 de febrero de 1538), obispo de Ratisbona (1507-1538)
- Amalia (25 de julio de 1490 - 6 de enero de 1524), se casó en 1513 con el duque Jorge I de Pomerania-Wolgast
- Bárbara (28 de agosto de 1491 - 15 de agosto de 1505)
- Helen (9 de febrero de 1493 - 4 de agosto de 1524), se casó en 1513 con Enrique V de Mecklemburgo-Schwerin
- Wolfgang (31 de octubre de 1494 - 2 de abril de 1558)
- Otón Enrique (1496)
- Catalina (14 de octubre de 1499 - 16 de enero de 1526)